# Sergei Alexandrowitsch Sawjalow

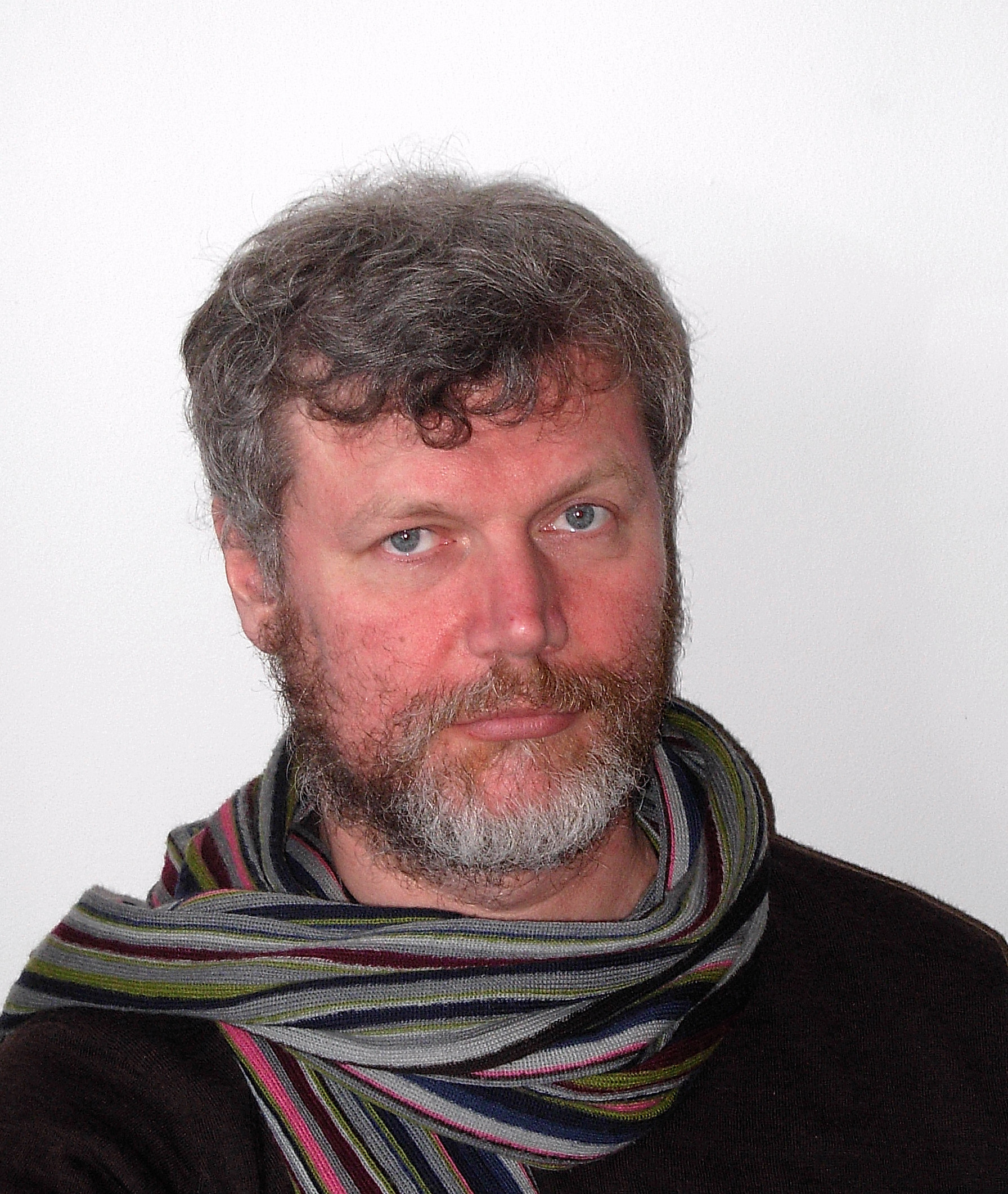
Sergei Sawjalow (2008)

Sergei Alexandrowitsch Sawjalow (russisch Сергей Александрович Завьялов; * 18. Mai 1958) ist ein russischer Dichter und Essayist.

## Werdegang
Sawjalow, der mordwinische Wurzeln hat, lebte von 1970 bis 2004 in Sankt Petersburg.
1985 schloss er sein Studium am Fachbereich Klassische Philologie der Leningrader Universität ab. Er arbeitete  als Hochschullehrer für Altgriechisch, Latein und antike Literatur.
2004 emigrierte Sawjalow nach Finnland. Seit 2011 lebt er in Winterthur (Schweiz).

## Literarisches Schaffen
Erste Gedichtpublikationen erschienen im Leningrader Samisdat. 1986–1988  war Sawjalow  Mitglied im Klub 81, einem alternativen Leningrader Schriftstellerverband.
In der zweiten Hälfte der Neunzigerjahre war er an einer Reihe von Aktionen einer Gruppe Petersburger Schriftsteller beteiligt,  zu der u. a. Arkadi Dragomoschtschenko, Alexander Skidan und Dmitri Golynko gehörten.
Charakteristisch für Sawjalows Lyrik der Achtziger- und Neunzigerjahre   ist das kontrastive Aufeinanderprallen von avantgardistischem Impuls und Archaik, von säkularisierter Form und sakralem Stoff, und somit die Problematisierung der Möglichkeit, in der posthistorischen Welt  das Transzendente wiedererstehen zu lassen.
In den 2000er Jahren ging Sawjalow zur größeren Form über; seine Poeme, die man auch als Versdramen bezeichnen könnte, sind solchen historischen Traumata gewidmet wie der Leningrader Blockade (das Poem Weihnachtsfasten),  dem Großen Terror (Sowjetische Kantaten), ethnischer Assimilation infolge der Herrschaft „dominierender“ Völker und „großer“ Kulturen (Vier gute Nachrichten).  In seinen letzten Werken (Quartett über ein Thema von Horaz; Ich sah Jesus) klingt mit zunehmender Deutlichkeit die apokalyptische Thematik durch.
Derzeit widmet sich Sawjalow der Übersetzung klassischer Lyrik (Alkaios, Sappho, Horaz).
Sawjalow veröffentlichte 9 Gedichtbände.

## Auszeichnungen
- 2015 Andrei-Bely-Preis, Sankt Petersburg[3]
- 2016 Premio Ceppo Internazionale Piero Bigongiari, Pistoia[4]

## Veröffentlichungen (Auswahl)
- „Stichotvorenija i poemy 1993–2017“, Novoe literaturnoe obozrenie, Moskau 2018. - ISBN 978-5-4448-0733-0
- „Ody 1984–1990“, Rudram/Palmira, Moskau/SPb 2022. – ISBN 978-5-517-02836-5

## Übersetzungen in andere Sprachen
Englisch:
- Sergey Zavyalov. Advent, Leningrad, 1941. Geneva: Molecular Press, 2017 - ISBN 978-2-9700376-4-4
- Crossing Centuries: The New Generation in Russian Poetry (Transl. by Laura D. Weeks). Jersey City, NJ: Talisman, 2000 – p. 474–477.
- A Public Space (NY) #  02 (summer 2006) (Transl. by Rebecca Bella) p. 169–172. Schemata rhetorica.
- St. Petersburg Review (NY) # 2, 2008 (Transl. by Rebecca Bella) p. 102–105. Oedipus at Colonus.
- Aufgabe (NY) # 8, 2009 p. 114–124. Est modus in rebus. (Transl. by Thomas Epstein), Through The Teeth. I. The final judgement of mr. Terreo, II. Time of destruction. (Transl. by Simona Schneider)
- Four Good News Stories (With an introduction by translator Eugene Ostashevsky), 2023.

Veröffentlichungen in finnischer, schwedischer, estnischer, deutscher, italienischer, französischer und serbischer Übersetzung:
- Sergej Zavjalov. Melika. Suomentanut Jukka Mallinen. Helsinki: Ntamo, 2007. 207 s.
- Sergei Zavjalov. Joulupaasto. Suomentanut Jukka Mallinen. Helsinki: Poesia, 2012. 109 s.
- Sergej Zavjalov. Melik och tal. Texter i urval och översättning av Mikael Nydahl. [Malmö]: Ariel skrifter, 2009. 128 s.
- Sergei Zavjalov. Meelika. Kõned. Vene keelest tõlkinud Katrin Väli ja Aare Pilv. Tallinn: Kite, 2015. 144 s.
- Sergei Zavjalov. Ars Poetica. Valik esseid. Vene keelest tõlkinud Aare Pilv. Tallinn: Tallinna Ülikooli Kirjastus, 2016, 269 lk. ISBN 978-9985-58-815-4
- Sergej Zav'jalov. Il digiuno natalizio. A cura di Paolo Galvagni.  [Roma]: Fermenti editrice, 2016. pp. 148. ISBN 978-88-97171-72-0
- La nuova poesia russa (Trad. di Paolo Galvagni). Milano: Crocetti, 2003.
- Anthologie de la poésie russe contemporaine 1989—2009 (Bacchanales № 45). (Traduit par Hélène Henry-Safier). [Grenoble]: Maison de la poésie Rhône-Alpes — p. 257—258.
- Action poétique # 185 (2006) (Traduit par Yvan Mignot) p. 59–64.
- Action poétique # 202 (2010) (Traduit par Yvan Mignot) p. 110–115
- Le Jeûne de l'Avent (Traduit par Yvan Mignot) // La Revue de Belles-Lettres 2019 / 2
- Vor dem Fenster unten sind Volk und Macht: Russische Poesie der Generation 1940—1960. Ausgewählt und übersetzt von Robert Hodel. Zweisprachig. Leipziger Literaturverlag, 2015
- Sergej Sawjalow. Nahe der Brandung. Gedichte und Poeme. Herausgegeben und übertragen von Christine Hengevoß. Sisifo press im Leipziger Literaturverlag, 2024. – 294 S. ISBN 978-3866603028

- Сергеj Завjалов. Мелика. С руског превела и поговор написала Мирjана Петровић-Филиповић. Краљево: Народна библиотека «Стефан Првовенчани», 2019. — 204 ст. — ISBN 978-8-680-52255-5
- Сергеj Завjалов. Совjетске кантате. С руског превела Корнелиjа Ичин. Београд: Тређи Трг, 2022. — 287 ст. — ISBN 978-8-664-07190-1